# Draga, Bistrița-Năsăud
Draga este un sat în comuna Silivașu de Câmpie din județul Bistrița-Năsăud, Transilvania, România. La recensământul din 2002 avea o populație de 52 locuitori.